# Domenico Mastroianni
Domenico Mastroianni (Arpino, 1876 – Roma, 1962) è stato un pittore e scultore italiano.

## Biografia
Domenico nasce ad Arpino nel 1876 da Pietro, artigiano, e da Angela Redivivo. Impara a lavorare il legno nella bottega del padre rivelando fin da giovanissimo grandi abilità di disegnatore; in seguito apprende i primi insegnamenti della lavorazione della terracotta e della ceramica presso i laboratori attivi ad Arpino fin dall’inizio del XIX secolo.
Apprezzato dal collezionista Carlo Quadrini, appartenente a una delle famiglie più facoltose di Arpino, nel 1894 Domenico si trasferisce a Roma in via del Babuino suo ospite. Collabora con lo scultore Baldassarre Surdi in diversi allestimenti del suo presepe.
Soggiorna a Vienna, Budapest, Berlino, Londra e Bruxelles e soprattutto a Parigi, dove ammira sicuramente le opere degli artisti impressionisti, (A. Renoir, C. Pissarro e E. Degas, ma anche E. Manet), e dove subisce il fascino dell’Art Nouveau, in una certa misura anche di A. Rodin, e dello stile nervoso delle opere di H. Daumier, dal quale Domenico pare riprendere l’idea romantica della bellezza da rintracciare nella società moderna. A Vienna, Domenico appare attratto soprattutto da G. Klimt e A.M. Mucha, per la grazia, la sensualità e l’eleganza della rappresentazione della bellezza femminile.
Scultore autodidatta lavora per alcuni anni in Francia dove vive realizzando piccoli busti in creta di personaggi della storia e della letteratura. Rimane per ben dodici anni a Parigi, città, dove dichiara di aver ricevuto la sua vera formazione dove viene a contatto con gli artisti più rappresentativi della fine del secolo: dagli impressionisti Degas, Renoir, Pissarro e Manet, agli affascinanti ed incisivi primi rappresentanti dell’Art Nouveau.
Nel 1903 sposa a Roma Adele Durante dalla quale ebbe due figli nati in Francia, Alberto (Montrouge 1904 - Roma 1974) che diventerà disegnatore e illustratore, e Adriana (Parigi 1906).
Nel primo decennio del XX secolo il mutato clima culturale francese lo costringe a tornare in Italia e nel 1913 stabilitosi a Castello di Ladislao di Arpino, apre uno studio dove continua a lavorare con difficoltà dovute allo scoppio della Prima Guerra Mondiale.
A causa del terremoto del 1915, Domenico torna di nuovo a Roma a via Margutta, e dal 1923 al 1926 accoglie suo nipote Umberto, studente ai corsi serali all’Accademia di San Marcello, e proprio da Umberto, il quale rivela di aver «respirato la serena classicità e la splendida solennità dei suoi tesori d'arte».
Si dedicava anche alla pittura, contrariamente a quanto si ritenesse in passato.

È a Roma dopo la guerra, dove a via Margutta n. 51 apre lo studio che passa poi al figlio Alberto e nel 1923 fino al 1926 accoglie suo nipote Umberto, studente ai corsi serali all’Accademia di S. Marcello, del qual diventa il maestro.
Gli incarichi per il palazzo del Quirinale gli valgono la nomina a Cavaliere della Corona da re Vittorio Emanuele III.
Si reca spesso ad Acquapendente (VT) dove per un certo periodo ha risieduto accolto da collezionisti e amici e dove poteva reperire argilla di alta qualità per le sue sculture e qui, nel 1947, trascorre alcuni mesi presso la manifattura "Fuschini & Rosa". È tra i soci fondatori della fabbrica di ceramiche CASA (Ceramica Artistica Società Aquesiana), ad Acquapendente (VT).
Nel 1958 realizza i gruppi per i Promessi sposi di A. Manzoni per la Casa degli studi manzoniani di Milano.
Molte le opere (S. Francesco di Sales per il Museo Lateranense; Sacro Cuore in bronzo per la curia generalizia della Compagnia di Gesù; il paliotto d’altare per il monastero di Lisieux) e le mostre tenute da Domenico in tutta Italia (Palermo e Roma 1952; Viterbo 1960).
Per la chiesa di Santa Maria Nuova di Viterbo nel 1961 Domenico realizza la Via crucis in terracotta e qualche anno prima i bassorilievi in bronzo della Via crucis per la chiesa di Sant'Ippolito a Roma.
Le 42 cartoline con illustrazioni tratte dalla Divina Commedia (18 cartoline per l’Inferno; 14 del Purgatorio e 10 del Paradiso), edite da A. Traldi di Milano, costituiscono una parte del cospicuo fondo conservato presso la Fondazione Umberto Mastroianni di Arpino, i cui esempi più antichi - le cartoline di auguri per le festività e immagini a soggetto militare - risalgono al 1909. Il fondo comprende inoltre Quo vadis? di Henryk Sienkiewicz, Vita di Cristo, Vita di Napoleone, allegorie e immagini sacre (1911-20, editore A. Noyer di Parigi); il Vecchio e Nuovo Testamento, le vite di personaggi e santi (1929-36 circa) per l’editore A. Traldi di Milano.
Le cartoline sono immagini realizzate attraverso i mezzi della scultura e poi fotografate. Si tratta di una tecnica, la fotoscultura (o scultografia), da lui inventata, una originalissima forma di produzione artistica, detta in francese sculptogravure. Sono la trasposizione plastica delle linee e degli effetti cromatici ottenuti da Dorè mediante la tecnica dell’incisione. L'argilla è riutilizzata per altre scene o più spesso distrutta e le fotografie stampate in cartoline e vendute in eleganti cofanetti di carta. Dei bassorilievi in argilla realizzate da Domenico Mastroianni durante tutta la sua carriera quindi non rimangono altro che le cartoline. A Roma continua a lavorare con le sue fotosculture e realizza opere per chiese e palazzi nobiliari. Qui muore all’età di ottantasei anni.
Domenico Mastroianni attinge al repertorio delle incisioni di Gustave Doré. In molti casi sono rintracciabili citazioni e precisi rimandi a più di una incisione, fatto che dimostra attenzione, apprezzamento e sensibilità dell’artista arpinate per le scelte figurative del maestro francese.

## Mostre
Mostra "Fuoco ad Arte! Artisti e fornaci. La felice stagione della ceramica a Roma e nel Lazio tra simbolismo, teosofia e altro (1880-1930)" presso il Museo Comunale d’Arte Moderna di Ascona (CH) (dal 6 marzo al 29 maggio 2005).
Mostra “Domenico e Umberto Mastroianni; il mestiere dello scultore” presso il Centro Ceramico "La Fornace Pagliero" a Spineto di Castellamonte (dal 05 luglio al 28 settembre 2014). 
Mostra “Domenico Mastroianni. Cartoline dal viaggio dantesco” presso il Salone della Villa Comunale di Frosinone (dal 25 gennaio all’8 febbraio 2014).

## Opere esposte
Scultura in bronzo di Sant’Antonio nell’area già cartiera Boimond, Isola del Liri, alta 1,30 metri. Monumento in bronzo “la Vittoria” esposto nella piazza di Carnello di Sora.
Monumento in bronzo ai Caduti di Casalvieri, (opera poi fusa per donare il "bronzo alla patria") Via crucis di Bronzo - Chiesa di Santa Margherita a Berndorf (Austria) Icona-bassorilievo in bronzo “Madonna della Rinascita” (1953) presso il Villaggio Giuliano di Via Casarsa, Udine.
Monumento di bronzo ai Caduti di Arpino (FR), Corso Tulliano (1927).